# Füveskönyv

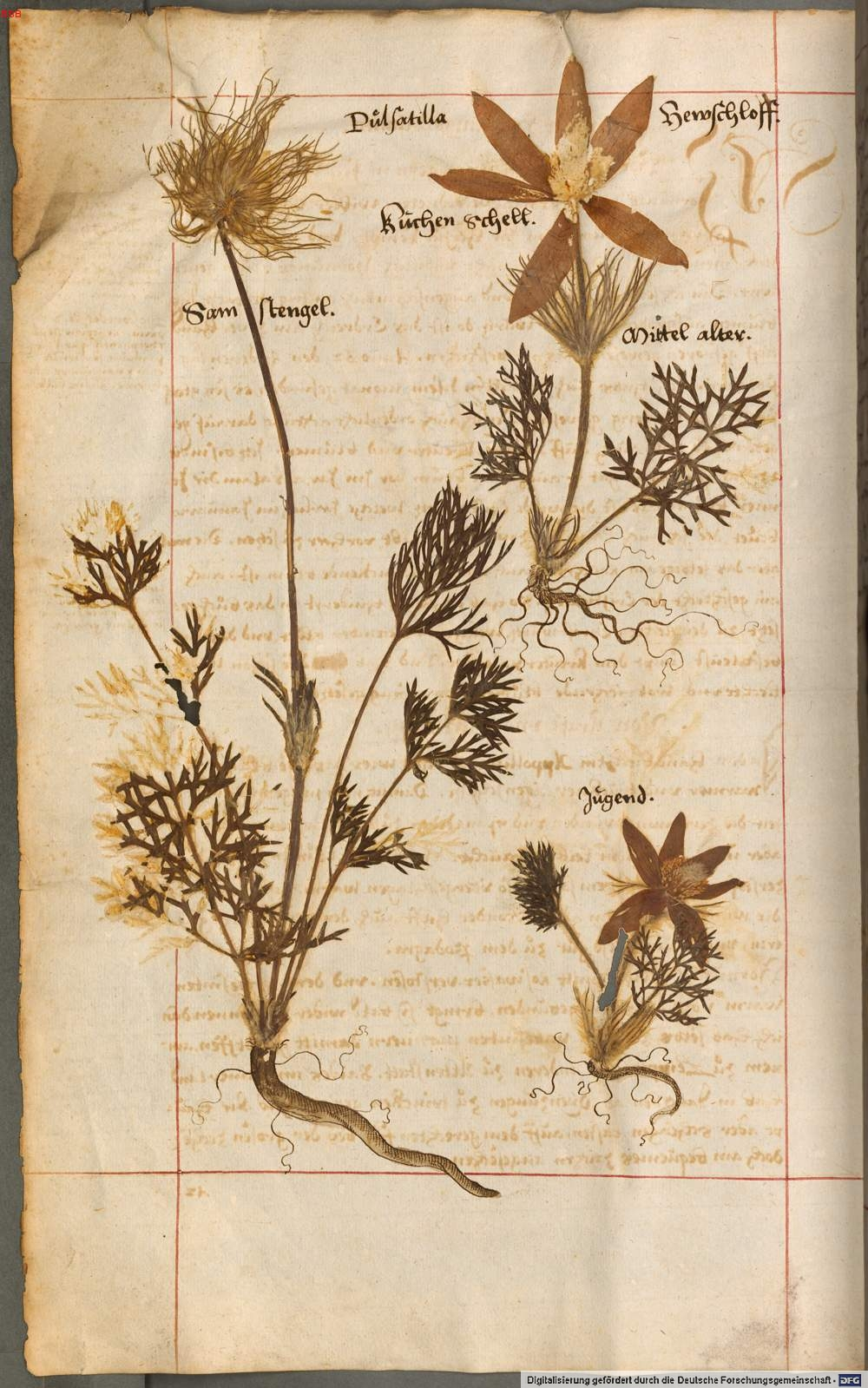
Hieronymus Harder Herbariumának egy oldala, 1576

A füveskönyv (latinul: Herbarium, németül: Kräuterbuch) egy orvosbotanikai összeállítás, amely tanácsadó jellegű és orvosi célra készült.

## Története
A legrégibb fennmaradt európai herbárium a 10. századból származik, különféle gyógymódok leírása található benne. Annak ellenére, hogy ebben az időben már Európa-szerte alapítottak orvosi egyetemi karokat, a gyógyászat és a gyógynövényekkel való gyógyítás többnyire az egyház kezében volt. A szerzetesek a gyógynövényeket betegségek és sérülések gyógyítására termesztették a kolostorokban.
A gyógynövényekkel foglalkozó könyvek kezdetben latin nyelven íródtak, és fáradságos kézi munkával másolták, sokszorosították őket. A könyvnyomtatás Johannes Gutenberg általi feltalálását követően egyre több német nyelvű füveskönyv jelent meg. A 15-16. században a kolostorokon kívül is népszerű lett a gyógynövényekkel való foglalkozás.

### Magyarországon

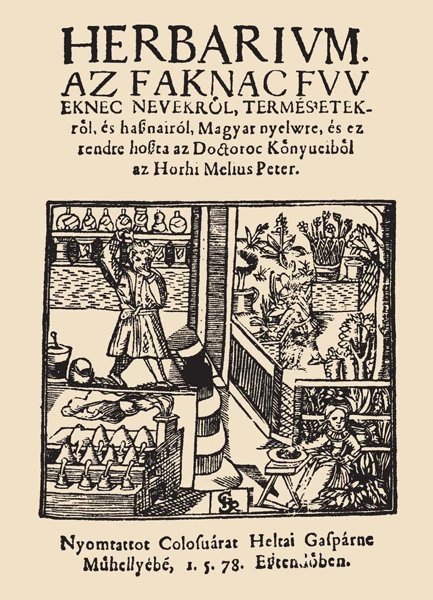
Méliusz Juhász Péter Herbáriumának címlapja

A magyar peregrinusoknak köszönhetően a nyugat-európai orvostudomány vívmányai viszonylag rövid időn belül eljutottak hazánkba. A magyar diákok külföldi egyetemeken való tanulásának tulajdonítható, hogy a XVI. századtól sorra jelentek meg gyógyászattal foglalkozó magyar nyelvű művek. Ezzel együtt elterjedtek a népi gyógyítás tapasztalati anyagát összegyűjtő füveskönyvek. A füveskönyvekben (herbáriumokban) szereplő receptúrák a korabeli orvoslás problémáira világítanak rá. Javaslataik a korszak gyakori nyavalyáira és a rendellenességekre egyaránt rámutatnak, a gyógyítók innen ismerték az azok kezelésére alkalmazható eljárásokat. Ez tekinthető a füveskönyvek egyik legfontosabb feladatának is. Összeírták ezekben a gyűjteményekben a virágok és növények ismeretét, felismerését és felhasználhatóságát elősegítő minden fontos tudnivalót. Ezáltal ezek a művek széles körben elterjedtek és általánosan ismert és népszerű írásokká váltak. 
Ezek közül is elsőként érdemes megemlíteni egy debreceni református püspök, Méliusz Juhász Péter 1578-ban Kolozsváron, Heltai Gáspár feleségének nyomdájában megjelent füveskönyvét, melynek címe: Herbarium – Az fáknak, füveknek nevekről, természetekről és hasznairól. Növényábrázolásokat még nem tartalmazott. Művében Méliusz amellett, hogy igyekszik a külföldi tapasztalatokat összefoglalni és magyar vonatkozásokkal kiegészíteni őket, a babonásság ellen is küzdött. Háromszáz betegség nevét és ezerötszáz középkori receptet és gyógymódot tartalmazott. A mű hatása nagyon jelentős, évszázadokon át szolgált mintául a később készült herbáriumoknak.
1588-ban Manlius János monyorókeréki nyomdájában készült el Szigethy Frankovics Gergely sebészorvos Hasznos és fölötte szikséges könyv, az Isten fiainak és őtet féltő híveknek lelki vigasztalásokra és testi épöletökre szereztetet című munkája. A mű orvosi része levél formájában olvasható, emellett elmélkedéseket, imádságokat és énekeket is tartalmazott.

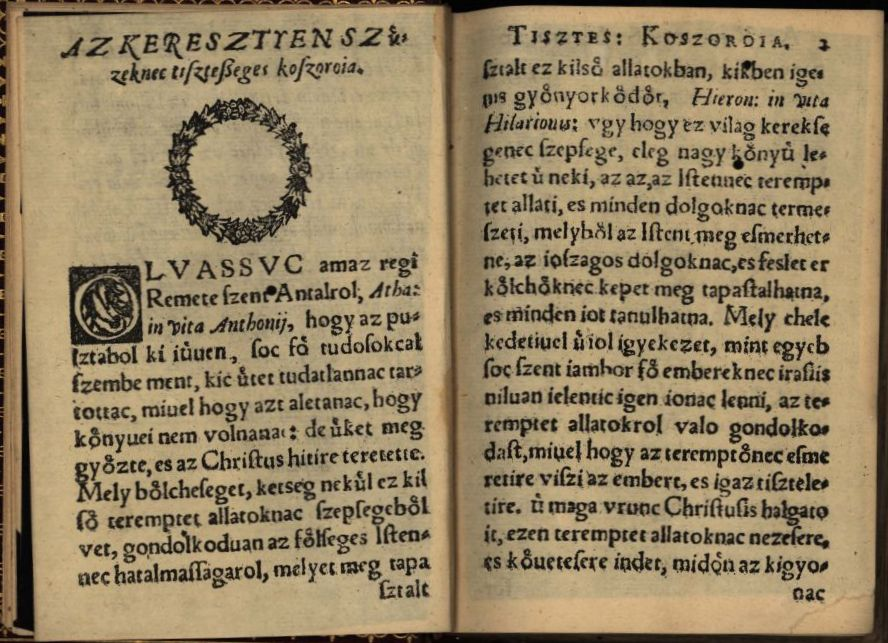
Pécsi Lukács: Az keresztyén szüzeknek tisztességes koszorúja

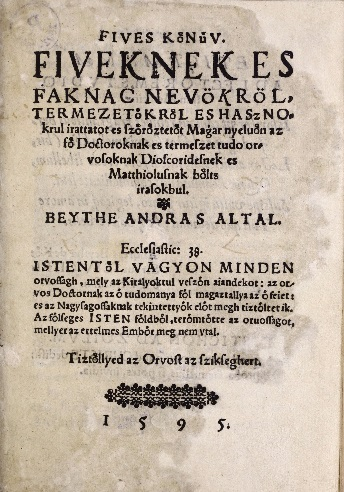
Beythe András: Fives könüv

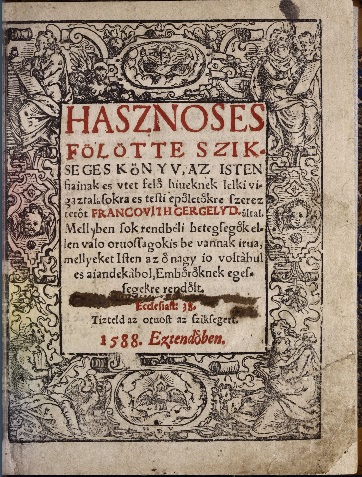
Frankovics Gergely: Hasznos és fölötte szikséges könyv, az Isten fiainak és őtet féltő híveknek lelki vigasztalásokra és testi épöletökre szereztetet, Monyorókerék, 1588

1583-ban Carolus Clusiusnak köszönhetően napvilágot látott a nyugat-magyarországi gyűjtéseket tartalmazó Stirpium nomenclator Pannonicus. Beythe István németújvári prédikátor közreműködésének köszönhetően gazdagon illusztrált, hazai viszonylatban az első, latin nyelvű növényábrázolásokat tartalmazó könyv született.
1591-ben Nagyszombatban megjelent Pécsi Lukács „erkölcsbotanikai” könyve, Az keresztyén szüzeknek tisztességes koszorúja címmel. Erkölcsi tanításnak szánta, az egyes emberi erényeket növények személyesítették meg. 
Emellett botanikai fontosságát is szükséges kiemelni, húsz hazai növényfaj leírása és fametszetes ábrázolása szerepel a magyar nyelvű műben.
Beythe András 1595-ös herbáriumának címe Fives könüv. A mű kettőszázhetvenöt gyógynövény leírásából állt, ebből százharmincöt majdnem szó szerinti másolata, ötven pedig kivonata Méliusz Herbáriumának, valamint kilencven növényleírást Matthiolus műveiből emelt át. A magyar növényneveket pedig a Clusius-Beythe István-féle füveskönyvből másolta át.
Egy csíksomlyói ferences rendi szerzetes, Kájoni János 1656-ban Hasznos orvoskönyv címmel íródott herbáriumát a gyógyszeres szerzeteseknek szánta. Beythe András művéből kétszáznegyvennégy növényleírást vett át.
Végül báró Zay Annát érdemes még kiemelni, aki 1712–1718 között írta Herbáriumát. A mű címlapja arról tájékoztat, hogy Matthiolus cseh nyelvre fordított munkáját ültette át magyar nyelvre, és bővítette ki saját receptjeivel. Háromszázhuszonhat magyar növénynevet tartalmaz, amelyek többségét Méliusztól és Lencsés Györgytől vette át. Ezen kívül szerepel egy latin és magyar nyelvű jegyzék nyolcvan növényfajjal.

## Kapcsoló szócikkek
- Herbárium
- Herbáció